# Amna Elhassan
Amna Elhassan (en arabe : آمنة الحسن ), née en 1988 à Khartoum, au Soudan, est une artiste visuelle soudanaise basée à Khartoum.
Son travail artistique se concentre souvent sur la perception des femmes soudanaises dans la vie publique et privée, exprimée dans divers médias, notamment la gravure et la peinture.

## Biographie

### Jeunesse et formation
Amna Elhassan naît en 1988 à Khartoum, la capitale du Soudan.
En 2010, elle obtient un baccalauréat en architecture de l'Université de Khartoum, suivi en 2013 d'un master en conception architecturale à l'Université Sapienza de Rome, en Italie.

### Carrière

#### Premières expositions et début de renommée
Après son retour au Soudan, elle se consacre aux beaux-arts et à la peinture, travaillant avec son mentor, l'artiste soudanais Hatim Koko, au Centre de formation artistique de Khartoum. Ses premières expositions sont présentées à Khartoum, au Centre des Arts Rashid Diab et au Musée national du Soudan, entre autres, à partir de 2016.
En outre, elle expose son travail dans plusieurs expositions internationales et, en juillet 2022, est invitée en tant que conférencière invitée à l'Université des Beaux-Arts de Hambourg, en Allemagne, pour enseigner un cours intitulé « L'art en temps de crise ».
Son travail est également présenté dans le livre d'art de 2019, Sudan Retold, en tant que membre d'un groupe de jeunes artistes racontant leurs versions artistiques de l'histoire, du présent et du futur du Soudan.
Selon The Economist, écrivant à propos de la dernière exposition à la Serpentine Gallery de Londres du peintre et professeur d'art soudanais Kamala Ibrahim Ishaq (en), Elhassan est présentée comme une artiste soudanaise de premier plan, peignant des figures oniriques influencées par le mouvement Crystallist Group d'Ishaq.

#### Deconstructed Bodies – in Search of Home(2022-2023)
Présentée de novembre 2022 à février 2023, le musée d'Art Schirn (en) de Francfort-sur-le-Main, en Allemagne, annonce une exposition personnelle d'Elhassan intitulée Deconstructed Bodies – in Search of Home [Corps déconstruits – à la recherche d'un chez-soi]. Conçue spécialement pour la rotonde du musée d'art, sa fresque grand format intitulée December se veut un monument aux victimes de la révolution soudanaise qui a débuté en décembre 2018 et a été largement soutenue par les femmes soudanaises. Outre sa grande fresque murale, l'exposition présente 21 peintures et gravures qu'Elhassan a réalisées depuis 2019, montrant des scènes de la vie quotidienne ainsi que des portraits de femmes soudanaises.
Parallèlement, les œuvres d'Elhassan et les textes qui les accompagnent sont publiés comme un premier aperçu de son travail dans une publication d'histoire de l'art.
Dans la revue Frankfurter Allgemeine Zeitung une critique de son œuvre la présente ainsi : « Ses peintures et gravures expérimentales, créées selon différentes techniques analogiques et numériques et pour lesquelles elle utilise de l'huile, de l'acrylique et de la peinture en aérosol en couches sur papier et toile, abordent le changement et la résistance des femmes soudanaises ». Selon Sebastian Baden, directeur du musée d'Art Schirn, Elhassan est « une voix importante de l'autonomisation artistique au Soudan ». En outre, il ajoute : « Avec sa peinture panoramique in situ dans la rotonde du Schirn, Elhassan montre un signe de courage et d'engagement en faveur d'une démocratie dynamique. L'artiste a dédié un mémorial artistique tourné vers l'avenir aux victimes du massacre de Khartoum ».
Commentant la méthode de travail d'Elhassan avec les graffitis soudanais et le message politique de la fresque murale December, la commissaire Larissa-Diana Fuhrmann a qualifié l'exposition de « lien direct entre les manifestations dans la rue soudanaise et l'espace du musée » à Francfort.

## Expositions collectives et personnelles
- Rashid Diab Arts Center, Khartoum, Soudan (2017)
- National Museum of Sudan, Khartoum, Soudan (2016)
- Journées d'Art Contemporain de Carthage JACC, Tunis, Tunisie (2019)[11]
- Afriart Gallery in Kampala, Ouganda (2020)[12]
- Egypt International Art Fair, Le Caire, Egypte (2021)
- University of Fine Arts, Hambourg, Allemagne (2022)[1]
- Musée d'Art Schirn (en), Francfort-sur-le-Main, Allemagne (2022/2023)